# Fallerans
Fallerans ist eine französische Gemeinde mit 294 Einwohnern (Stand: 1. Januar 2022) im Département Doubs in der Region Bourgogne-Franche-Comté.

## Geographie
Fallerans liegt auf 622 m über dem Meeresspiegel, fünf Kilometer südwestlich von Valdahon und etwa 23 Kilometer ostsüdöstlich der Stadt Besançon (Luftlinie). Das 10,78 km² große Gemeindegebiet liegt auf dem ersten, schwach reliefierten Plateau des Juras nordöstlich des Talsystems der Loue, dem durchschnittlich auf 620 m liegenden Hochplateau von Valdahon.
Es ist teils von Acker- und Wiesland, teils auch von Wald bestanden und steigt gegen Südosten leicht an. Hier wird mit 676 m die höchste Erhebung von Fallerans erreicht. Das Plateau besitzt keine oberirdischen Fließgewässer, weil das Niederschlagswasser im verkarsteten Untergrund versickert. Lediglich im äußersten Nordwesten entspringt das Flüsschen Brême, das zur Loue entwässert. Nach Süden reicht der Gemeindeboden bis an den Rand des Bois de la Bouhard. Im Norden erstreckt sich das Gebiet mit einem schmalen Zipfel über das Plateau du Haricot in die Mulde der Combe de Jeuve. Dieser Streifen von knapp 2 km² Fläche gehört zum Truppenübungsplatz Valdahon, der insgesamt eine Fläche von 35 km² einnimmt.
Nachbargemeinden von Fallerans sind Verrières-du-Grosbois im Norden, Valdahon und Étray im Osten, Vernierfontaine im Süden sowie Guyans-Durnes und Étalans im Westen.

## Geschichte
Bereits im Jahr 1161 wird Fallerans als Pfarrei urkundlich erwähnt. Im Mittelalter unterstand das Gebiet von Fallerans der Herrschaft des Erzbischofs von Besançon. Zusammen mit der Franche-Comté gelangte das Dorf mit dem Frieden von Nimwegen 1678 an Frankreich. Seit 1998 ist Fallerans Mitglied des 44 Ortschaften umfassenden Gemeindeverbandes Communauté de communes du Pays de Pierrefontaine-Vercel.
Mit dem 1. Januar 2009 erfolgte eine Änderung der Arrondissementszugehörigkeit der Gemeinde. Bislang zum Arrondissement Besançon gehörend, kamen alle Gemeinden des Kantons zum Arrondissement Pontarlier.

## Sehenswürdigkeiten
Die heutige Kirche der Auffindung der Reliquien des Hl. Stephanus (Église de l’Invention-des-Reliques-de-Saint-Étienne) wurde im 18. Jahrhundert erbaut. Im Ortskern sind verschiedene typische Bauernhäuser im charakteristischen Stil der Franche-Comté aus dem 16. bis 19. Jahrhundert erhalten.
|  |  |

## Bevölkerung
| Jahr                       | 1962 | 1968 | 1975 | 1982 | 1990 | 1999 | 2006 | 2016 |
| Einwohner                  | 176  | 196  | 176  | 193  | 197  | 222  | 242  | 282  |
| Quellen: Cassini und INSEE |      |      |      |      |      |      |      |      |

Mit 294 Einwohnern (1. Januar 2022) gehört Fallerans zu den kleinen Gemeinden des Départements Doubs. Nachdem die Einwohnerzahl in der ersten Hälfte des 20. Jahrhunderts deutlich abgenommen hatte (1886 wurden noch 318 Personen gezählt), wurde seit Mitte der 1970er Jahre wieder ein leichtes Bevölkerungswachstum verzeichnet.

## Wirtschaft und Infrastruktur
Fallerans war bis weit ins 20. Jahrhundert hinein ein vorwiegend durch die Landwirtschaft (Ackerbau, Obstbau und Viehzucht) geprägtes Dorf. Daneben gibt es heute einige Betriebe des lokalen Kleingewerbes. Mittlerweile hat sich das Dorf auch zu einer Wohngemeinde gewandelt. Viele Erwerbstätige sind Wegpendler, die in den größeren Ortschaften der Umgebung ihrer Arbeit nachgehen.
Die Ortschaft ist verkehrstechnisch gut erschlossen. Sie liegt an der Hauptstraße N57, die von Besançon nach Pontarlier führt. Das Dorf ist durch eine Ortsumfahrung vom Durchgangsverkehr entlastet. Weitere Straßenverbindungen bestehen mit Valdahon und Vuillafans.